# 고리울초등학교
고리울초등학교는 대한민국 경기도 부천시 오정구에 있는 공립 초등학교이다.

## 학교 연혁
- 2005년 3월 1일 개교